# Kart Racer
Kart Racer ou Pilote de Kart au Québec, est un téléfilm canadien réalisé par Stuart Gillard, projeté lors du Festival de Cannes 2003. Il a été diffusé aux États-Unis à la télévision le 3 avril 2005 sur ABC Family.

## Fiche technique
- Réalisation : Stuart Gillard
- Scénario : Nicholas DiBella
- Société de production : Alliance Atlantis Vivafilm, Knightscove Entertainment, ApolloMedia et Wardenclyffe Entertainment

## Distribution
- Randy Quaid (VQ : Mario Desmarais) : Vic Davies
- Will Rothhaar (en) (VQ : Sébastien Reding) : Watts Davies
- Jennifer Wigmore (VQ : Julie Saint-Pierre) : Jenna West
- David Gallagher (VQ : Nicolas Charbonneaux-Collombet) : Scott McKenna
- Amanda de Martinis (VQ : Catherine Bonneau) : Dahlia Stone
- Joe Dinicol (VQ : Nicholas Savard L'Herbier) : Rodney Wells
- Jordan Conti (VQ : Hugolin Chevrette) : Bink
- Johnny Griffin (VQ : Éric Paulhus) : Toomey
- Harland Williams (VQ : François Godin) : Zee

Source et légende : Version québécoise (VQ) sur Doublage QC